# Dôme de Norterma
Norterma Tholus
Pour les articles homonymes, voir Norterma.
Le dôme de Norterma (désignation internationale : Norterma Tholus) est un dôme situé sur Vénus dans le quadrangle d'Hurston. Il a été nommé en référence à Norterma, déesse tibétaine du don des richesses.